# Lepidopa myops
Lepidopa myops är en kräftdjursart som beskrevs av William Stimpson 1860. Lepidopa myops ingår i släktet Lepidopa och familjen Albuneidae. Inga underarter finns listade i Catalogue of Life.